# Gacka (župa)
Gacka je jedna od najstarijih hrvatskih pokrajina (obično se naziva „župom“). Njezini se žitelji Gačani spominju već početkom 9. st., prvi put 818. g., u vrijeme nastanka i formiranja ranosrednjovjekovne hrvatske države. 
Borna je prvi hrvatski vladar koji je značajniji veći prostor podrvgnuo pod svoju vlast. U latinskim franačkim zapisima nazivaju ga dux Guduscanorum/Goduskanorum, tj. vođom Gačana, a same Gačane natio Guduscanorum (narod Gačana). Borna je iz matične mu Gacke proširio svoju vlast na Dalmaciju i Liburniju, pa je nazivan po tadašnjoj europskoj velesili Franačkoj dux Guduscanorum, dux Dalmatiae atque Liburniae - knez Gačana, Dalmacije i Liburnije. Smatra se da je prostor tadašnje Gacke obuhvaćao mnogo širi prostor od sadašnjeg, naime da se protezao od rijeke Raše u Istri pa sve do rijeke Une na istoku, a obuhvaćala je i prostor Drežnika, Modruša i Vinodola. Gacka se nije nikada nalazila u sklopu Liburnije (ni u rimsko doba), a Gačani su se nalazili na teritoriju Japoda. Kasnije se Gacka postupno sužavala na današnji prostor. Sredinom 10. st. bizantski car, pisac i filozof Konstantin Porfirogenet spominje hrvatske županije, među njima tri izdvojene: Gacku, Liku i Krbavu – kojima upravlja ban, svim ostalima knez. Time je početkom 10. st. Gacka pripadala u prvu u povijesti znanu bansku Hrvatsku.